# Broadford (Schotland)
Broadford (Schots-Gaelisch: An t-Àth Leathann) is een plaats in Schotland, op het eiland Skye. Het is, na Portree (Port Rìgh), de grootste plaats op het eiland. Broadford ligt aan de A87, die Portree met het vasteland verbindt via de Skye Bridge.

## Geschiedenis
Totdat Thomas Telford in 1812 een weg aanlegde van Portree naar Kyleakin was Broadford niet meer dan een veemarkt. Maar door de komst van de weg groeide de bevolking aan. Gedurende de eerste helft van de 19e eeuw vestigden zich hier veel veteranen van de napoleontische oorlogen.
Broadford was het eindpunt van een spoorlijn die het Skye marble vanaf Swordale aanvoerde.

## Voorzieningen en vervoer

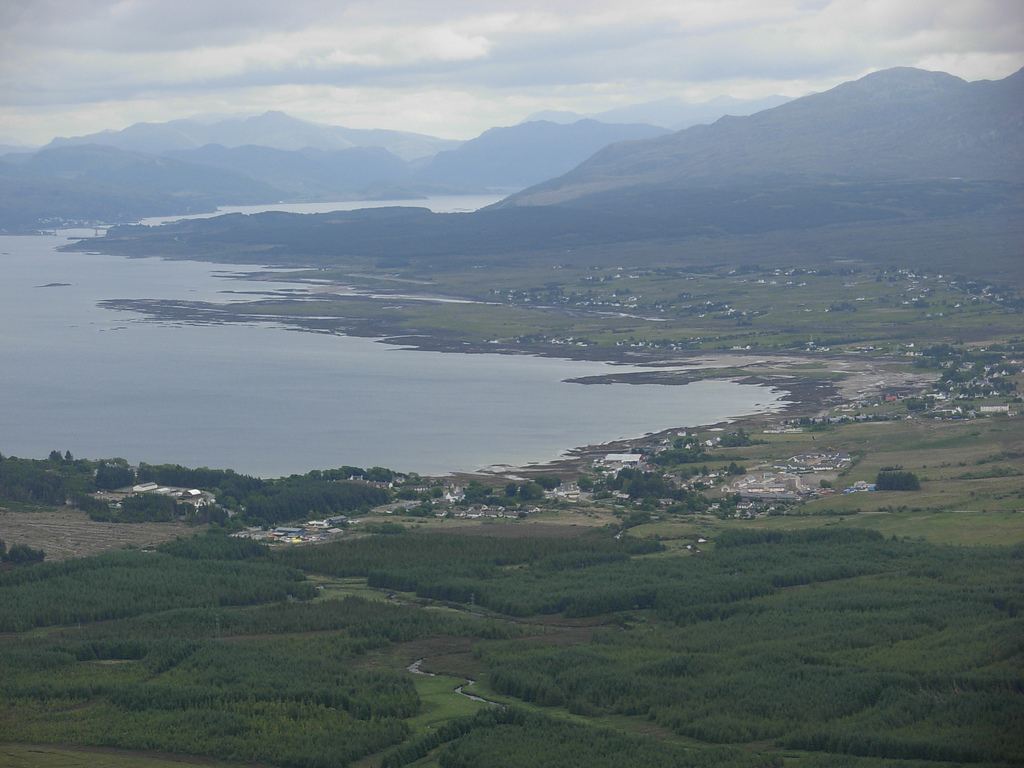
Broadford

De plaats heeft een co-op-supermarkt, een 24-uurs-tankstation, een jeugdherberg, een ziekenhuis met afdeling voor eerste hulp (het Doctor MacKinnon Memorial Hospital) en een klein vliegveld. Broadford heeft daarmee een centrumfunctie voor het zuidelijke deel van Skye. Busdiensten verbinden Broadford met Portree, Armadale en het vasteland (Scottish Citylink naar Glasgow via Kyle of Lochalsh).
In het dorp is een gemeente van de Free Presbyterian Church of Scotland gevestigd.